# Erginiperna
Erginiperna is een geslacht van hooiwagens uit de familie Cosmetidae.
De wetenschappelijke naam Erginiperna is voor het eerst geldig gepubliceerd door Roewer in 1947. 

## Soorten
Erginiperna omvat de volgende 2 soorten:
- Erginiperna manifesta
- Erginiperna mexicana